# Pax Whitehead
Pax Whitehead, né le 25 mars 1973 à San Francisco, en Californie, est un ancien joueur américain, naturalisé français de basket-ball. Il évolue aux postes d'arrière et d'ailier. 